# This Is Acid
This Is Acid è un singolo del musicista house statunitense Maurice Joshua, accreditato semplicemente come Maurice e pubblicato nel 1989 dall'etichetta discografica ZYX Music.
È stato scritto e prodotto dallo stesso Maurice Joshua.
Nel 2004 è stato inserito nella colonna sonora del videogioco Grand Theft Auto: San Andreas.